# Budgie (batterista)
Budgie, pseudonimo di Peter Edward Clarke (St. Helens, 21 agosto 1957), è un batterista e percussionista britannico.

## Biografia
Iniziò la sua carriera con il gruppo new wave dei Big in Japan, quindi con i The Spitfire Boys, prima di suonare per un breve periodo con le The Slits nell'album Cut.
Ma fu con i Siouxsie and the Banshees, cui si unì nel 1979, che Budgie raggiunse la notorietà. Inizialmente Budgie avrebbe dovuto essere solo un sostituto temporaneo di Kenny Morris, che aveva improvvisamente lasciato la band nel corso di un tour: invece rimase membro dei Banshees fino al loro scioglimento nel 1996.
Dal 1983, inoltre, assieme alla cantante dei Banshees Siouxsie Sioux (che divenne sua moglie nel 1991), formò il gruppo The Creatures.
Il 4 settembre 2022 Budgie, si è esibito in Italia alla Festa de l'Unità di Modena con il suo gruppo Hercules and Love Affair per promuovere il loro album In Amber.

## Discografia parziale

### Con The Slits
Album in studio
- 1979 – Cut

### Con Hercules and Love Affair
Album in studio
- 2022 – In Amber